# Fajalit
Fajalit – bardzo rzadki minerał z gromady krzemianów, z grupy oliwinów. Nazwa związana jest z miejscem występowania minerału – wulkaniczną wyspą Faial na Azorach.

## Właściwości
Tworzy kryształy tabliczkowe, krótkosłupkowe. Najczęściej występuje w skupieniach ziarnistych i masywnych. Jest kruchy, przeświecający, tworzy szereg izomorficzny z forsterytem. Częstymi zanieczyszczeniami w strukturze są magnez i mangan.
- Pleochroizm: wyraźny

## Występowanie
Stanowi składnik skał metamorficznych i magmowych: pegmatytów, granitów, syenitów, ryolitów. W złożach tlenkowych rud żelaza. Towarzyszą mu zwykle trydymit, hematyt, krystobalit, obsydian, flogopit i kwarc.
Miejsca występowania: Rosja – Kołyma (największe znalezione kryształy – do 20 cm), USA – Massachusetts, Teksas, Wyspy Azory, Norwegia, Włochy.
W Polsce – bywa spotykany w zmetamorfizowanych rudach żelaza na Dolnym Śląsku i w okolicach Strzegomia.

## Zastosowanie
- ma znaczenie naukowe,
- cenny dla kolekcjonerów.